# Salim Daccache
Salim Daccache, né le 5 septembre 1950 à Bouar (Kesrouan) au Liban, est un père jésuite, membre de la Compagnie de Jésus depuis 1975 et ordonné prêtre le 13 avril 1983.
Il est professeur en philosophie, sciences du kalãm musulman et en sciences de l'éducation, et est actuellement recteur de l'Université Saint-Joseph de Beyrouth depuis le 1er août 2012,,,.

## Carrière académique
Salim Daccache s.j. a effectué une licence en philosophie à l’USJ en 1973 après avoir effectué ses études secondaires au séminaire Saint-Maron des pères jésuites à Ghazir. Il a poursuivi ensuite ses études au Centre Sèvres - Facultés jésuites de Théologie et de Philosophie en France et y a obtenu en 1983 une maîtrise en théologie et en philosophie. Il a suivi et obtenu un DEA en philosophie à l’Université Panthéon Sorbonne 1 sous la direction d'Étienne Balibar son mémoire d'études sous le titre Le concept de reconnaissance dans la philosophie du droit de Georg Wilhelm Friedrich Hegel. Ce mémoire a été publié dans les Annales de philosophie de la Faculté des lettres des sciences humaines de l'USJ : année 1987, volume 8 et année 1988 volume 9.
Il est l'auteur de deux thèses. La première est en philosophie et est intitulée « Le problème de la création du monde dans le kalam d’Abu Mansur al-Makurdi (+ 944) et son contexte historique et épistémologique » sous la direction de Pierre Thillet - Université Panthéon-Sorbonne I en 1988. Elle fut publiée également dans la collection « Recherches » de l'institut de Lettres Orientales - Édition Dar AlMachreq, 2008
Sa deuxième thèse se concentre sur « Le pluralisme scolaire au Liban » et est soutenue à l'Université de Strasbourg en 2011 sous la direction de Maurice Sachot. Publié aux éditions L'Harmattan et aux Presses de l'USJ sous le titre suivant : « Pluralisme, citoyenneté et vivre-ensemble, le salut vient-il de l’École ? », l'ouvrage est préfacé par le philosophe de l’Education Jean-Paul Resweber
Salim Daccache a profondément étudié pendant dix ans les systèmes d'éducation des établissements scolaires chrétiens et musulmans ainsi que les systèmes publics et privés non religieux. Il est l'auteur de nombreux travaux sur les domaines variés de l’éducation et de la rencontre des cultures, et spécialiste de thèmes relevant de la spiritualité syriaque (surtout celle du VIIIe siècle (8e siècle) comme Jean de Dalyatha et Sahdona), la philosophie morale et politique, et le dialogue inter-religieux notamment au niveau des relations islamo-chrétiennes.
Il aborde l'école comme « microcosme social » plutôt qu'un « espace d’apprentissage ». En effet le système scolaire au Liban est considéré comme un système communautaire qui est tantôt accusé du rejet de l’autre, tantôt vu comme une incarnation du pluralisme et l’acceptation des différences.

### Fonctions occupées
Salim Daccache a enseigné la philosophie de la religion, le dialogue inter-religieux et la spiritualité syriaque à la faculté des sciences religieuses de l’USJ et l'anthropologie chrétienne à l'École de Traducteurs et d'Interprètes de Beyrouth (ETIB).
Entre 1991 et 2008 il a occupé le poste de recteur du collège Notre-Dame de Jamhour des jésuites du Liban pour devenir ensuite doyen de la faculté des sciences religieuses de l'USJ entre 2008 et 2012. Il a dirigé en parallèle l’Institut de Lettres orientales entre 2010 et 2012.
Le 1er août 2012 il a été nommé recteur de l’Université Saint-Joseph de Beyrouth,, et continue toujours à assurer cette fonction.
Actuellement, en plus de sa charge de recteur, il occupe les fonctions suivantes :
- Président de la conférence des recteurs des universités francophones du Proche et Moyen Orient ;
- Président de l'Universities Association of Lebanon ;
- Président du conseil d’administration de l’Hôpital Hôtel-Dieu de France (depuis 2017) ;
- Vice-président du conseil d’administration de l’Agence Universitaire de la Francophonie (AUF) (2017) ;
- Full board member de l'International Association of Universities (IAU) (depuis 2016) ;
- Membre universitaire au conseil d’administration de l’Agence Universitaire de la Francophonie (AUF) (depuis 2013) ;
- Rédacteur en chef de la revue culturelle arabe AlMachreq (fondée en 1898) de la Compagnie de Jésus (depuis 1990) ;
- Directeur adjoint de la maison d'éditions arabe Dar al-Machreq de la Compagnie de Jésus (depuis 1984) ;
- Directeur du Groupement libanais d'amitié et de dialogue islamo-chrétien (GLADIC) ;
- Directeur par intérim du CERPOC (Centre de recherches et de publications de l'Orient chrétien) - (faculté des sciences religieuses-(USJ) ;
- Directeur de la revue POC (Proche-Orient Chrétien) (faculté des sciences religieuses-(USJ).

Le Professeur Salim Daccache s.j., Recteur de l'Université Saint-Joseph de Beyrouth (USJ), a été décoré des insignes de Chevalier de la Légion d'Honneur le mardi 19 avril 2022. La cérémonie s'est déroulée à la Résidence des Pins, en présence de Madame Anne Grillo, Ambassadrice de France au Liban.
Cette distinction lui a été décernée par le Président de la République française, Emmanuel Macron, en reconnaissance de son engagement pour :
- Le dialogue interreligieux
- L'éducation
- La francophonie
- L'édification d'un État citoyen, moderne et inclusif

L'émotion du Professeur Daccache, lorsqu'il a été informé de cette nomination, a été partagée par les personnes présentes lors de la cérémonie.

## Distinctions
- Remise des insignes d’officier des Palmes académiques par l'ambassadeur de France Bernard Emié, le vendredi 25 mai 2007[11].
- Honoré par Mubadarat Developments Initiatives, le 20 septembre 2014.
- Remise des insignes de l’ordre du Mérite de la République française, par l'ambassadeur de France Patrice Paoli, le jeudi 2 juillet 2015[12].
- Remise du prix du président Elias Hraoui, le lundi 11 juillet 2016[13],[14].